# Barronopsis barrowsi
Barronopsis barrowsi là một loài nhện trong họ Agelenidae.
Loài này thuộc chi Barronopsis. Barronopsis barrowsi được Willis J. Gertsch miêu tả năm 1934.